# ラ・カヌルグ
ラ・カヌルグ （La Canourgue、オック語:La Canorga）は、フランス、オクシタニー地域圏、ロゼール県のコミューン。

## 地理
ジェヴォーダン地方にあり、コミューンはソヴェテール高地に面積の多くが含まれている。
1973年、ラ・カヌルグはオーシヤック、ラ・カペル、モンジェジューの3コミューンと合併したため、パリとほぼ同じ面積を持つようになった。

## 交通
- 道路 - オートルート A75
- 鉄道 - ベジエ・ア・ヌサルグ線、バナサック-ラ・カヌルグ駅

## 人口統計
| 1962年 | 1968年 | 1975年 | 1982年 | 1990年 | 1999年 | 2006年 | 2011年 |
| ------ | ------ | ------ | ------ | ------ | ------ | ------ | ------ |
| 1179   | 1237   | 1850   | 1804   | 1817   | 1922   | 2108   | 2119   |

参照元:1999年までEHESS、2004年以降INSEE

## 史跡

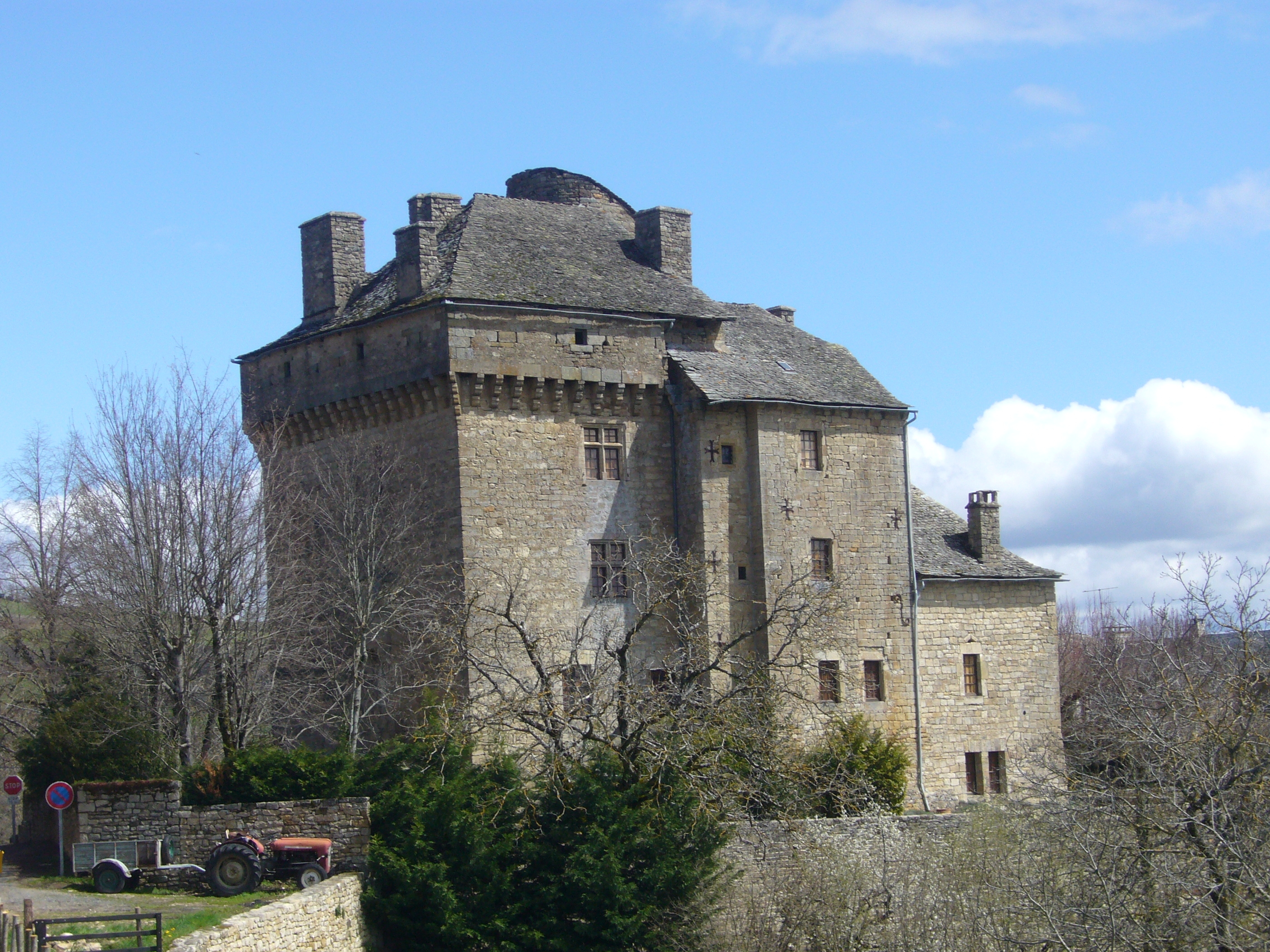
モンジェジュー城
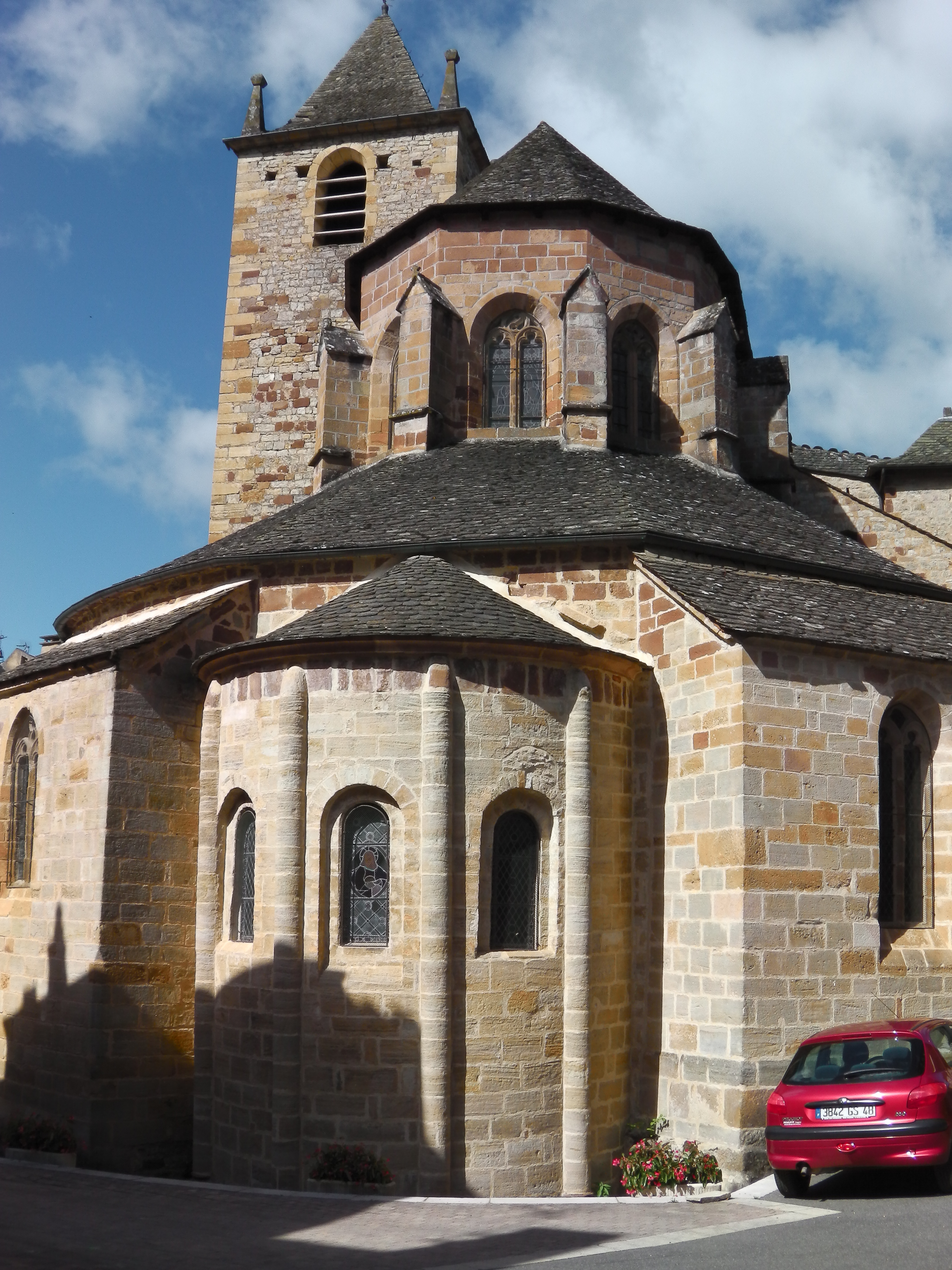
サン・マルタン教会
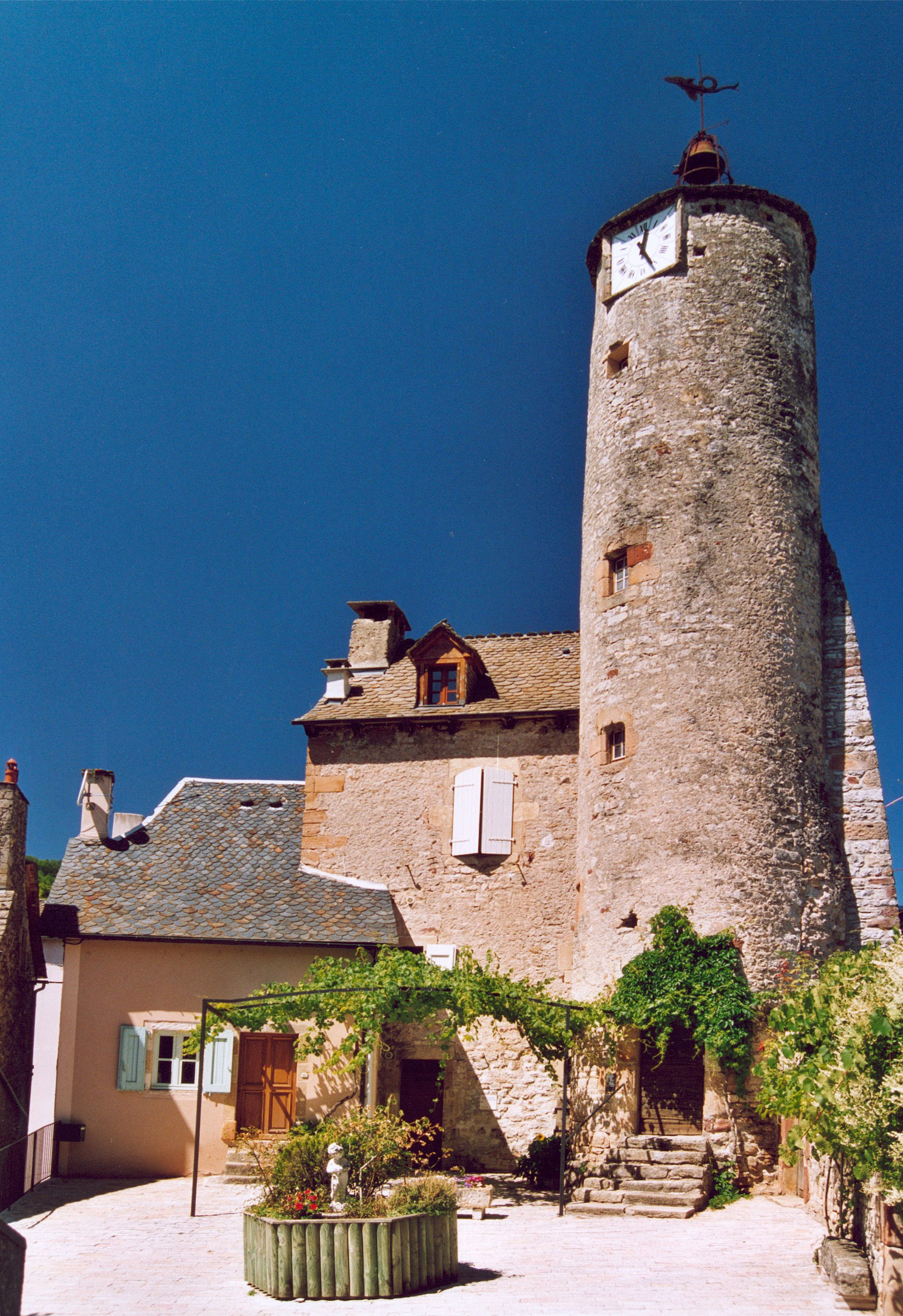

## 郷土料理
- プテイユ - 豚足、牛肉をラード、ジャガイモ、タマネギ、ニンニク、エシャロット、ブーケガルニ、赤ワインで煮込んだシチュー。
- マヌル - ヒツジのトリプー料理。塩コショウ、白ワインでキャセロールで調理する

プテイユとマヌルの保存啓蒙を行う兄弟会組織すらある。

## 姉妹都市
- ガイベルク、ドイツ